# Braç del Centaure

Estructura observada dels braços espirals de la Via Làctia

El Braç del Centaure o Braç de l'Escut-Creu és un braç espiral secundari de la Via Làctia. Aquest braç es troba entre el de Sagitari i el de Cigne.
Comença a prop del Centre Galàctic com al Braç de l'Escut i gradualment esdevé el Braç de la Creu.
La regió en què el Braç es troba amb el Centre Galàctic és rica en formació d'estrelles. El 2006 s'hi va descobrir RSGC1, un gran cúmul de noves estrelles amb 15 supergegants vermelles. El 2007 es va descobrir RSGC2, un cúmul d'aproximadament 50.000 noves estrelles, a pocs anys llum de RSGC1; es creu que té menys de 20 milions d'anys i conté 26 supergegants vermelles, l'agrupació més gran coneguda d'aquest tipus d'estrelles.